# Địa lý Yemen
Yemen là một quốc gia nằm ở khu vực Tây nam Á, cực nam bán đảo Ả Rập, giáp Oman và Ả Rập Xê Út. Nước này nằm giáp eo biển Bab-el-Mandeb, biển Đỏ và Ấn Độ Dương (qua vịnh Aden). Lãnh thổ Yemen có diện tích 528000 km² bao gồm cả các hòn đảo Perim và đảo Socotra.

## Địa hình

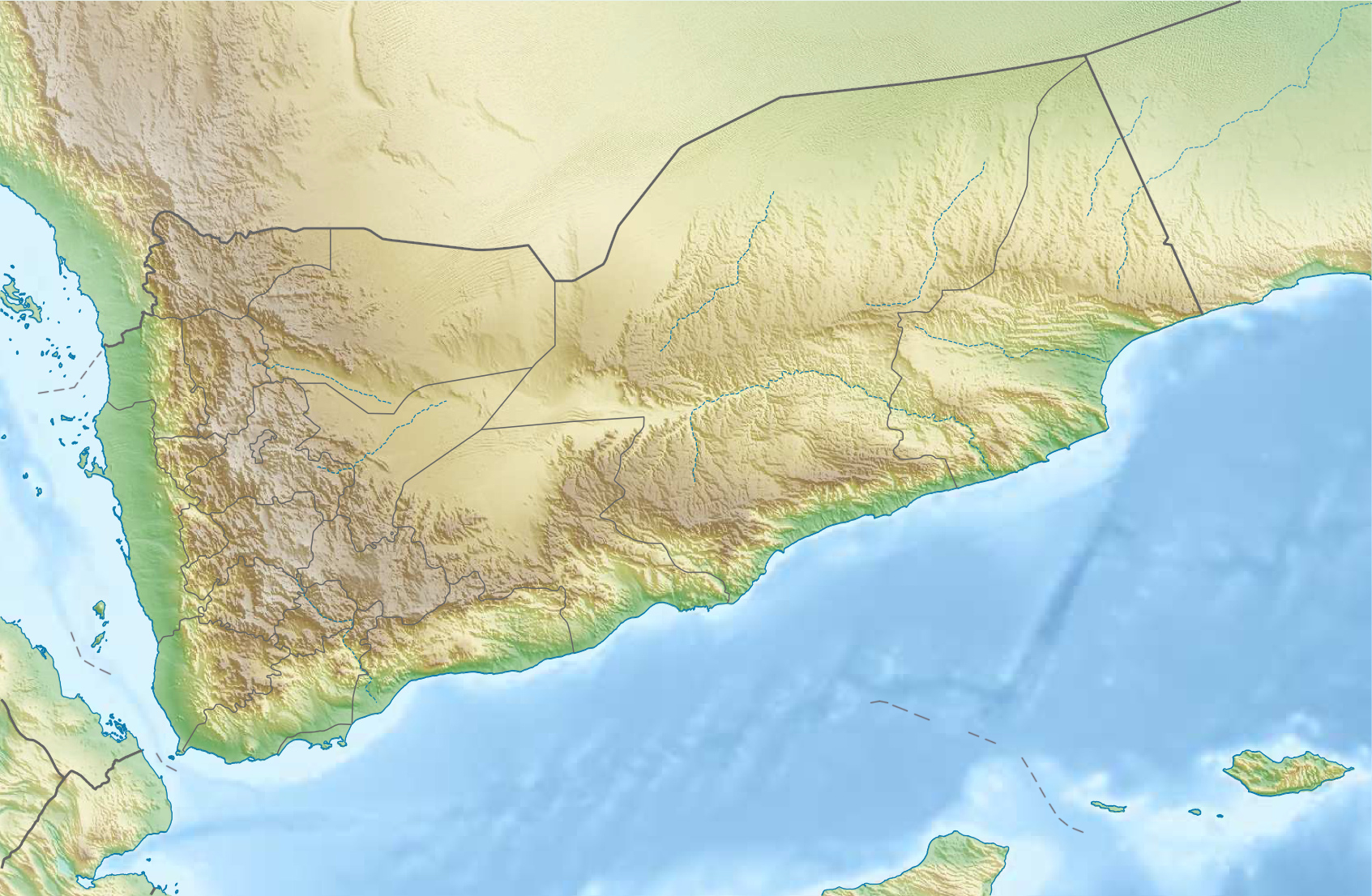
Bản đồ địa hình Yemen

Yemen nằm ở phía nam mảng Ả Rập. Địa hình chủ yếu của Yemen là núi và cao nguyên, ven biển là các đồng bằng nhỏ hẹp ở phía tây (một phần của Tihamah), phía nam, phía đông. Các ngọn núi nội địa có độ cao từ từ vài trăm mét trở lên, tiêu biểu là Jabal an Nabi Shu'ayb cao 3667 m. Các ngọn núi ở phía tây thường tách ra thành các cao nguyên và thung lũng.

## Khí hậu

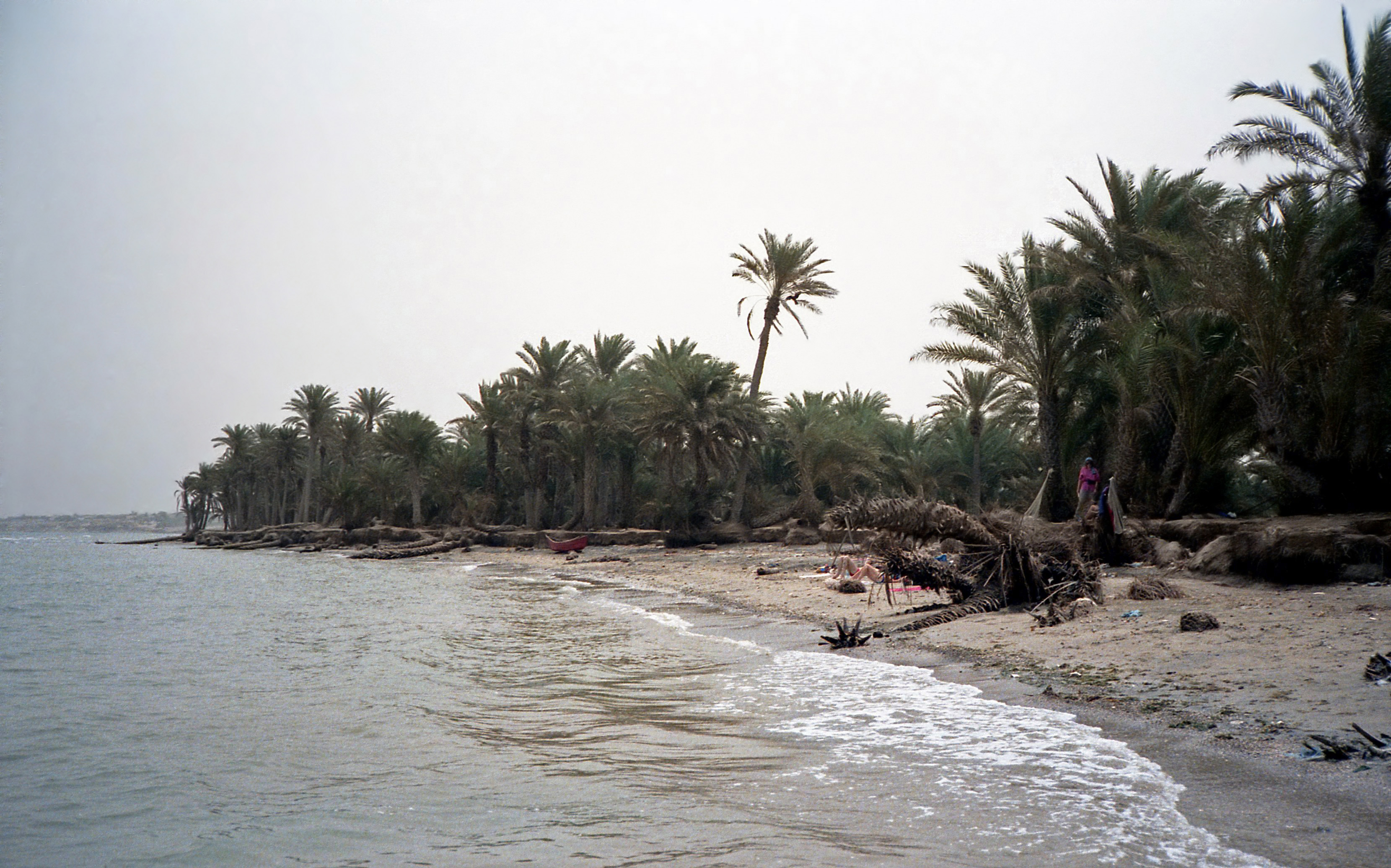
Tihama

Yemen nhìn chung có khí hậu nhiệt đới khô. Lượng mưa không đồng đều giữa các vùng. Ở các cao nguyên có khí hậu ôn đới mát mẻ.

## Đất đai

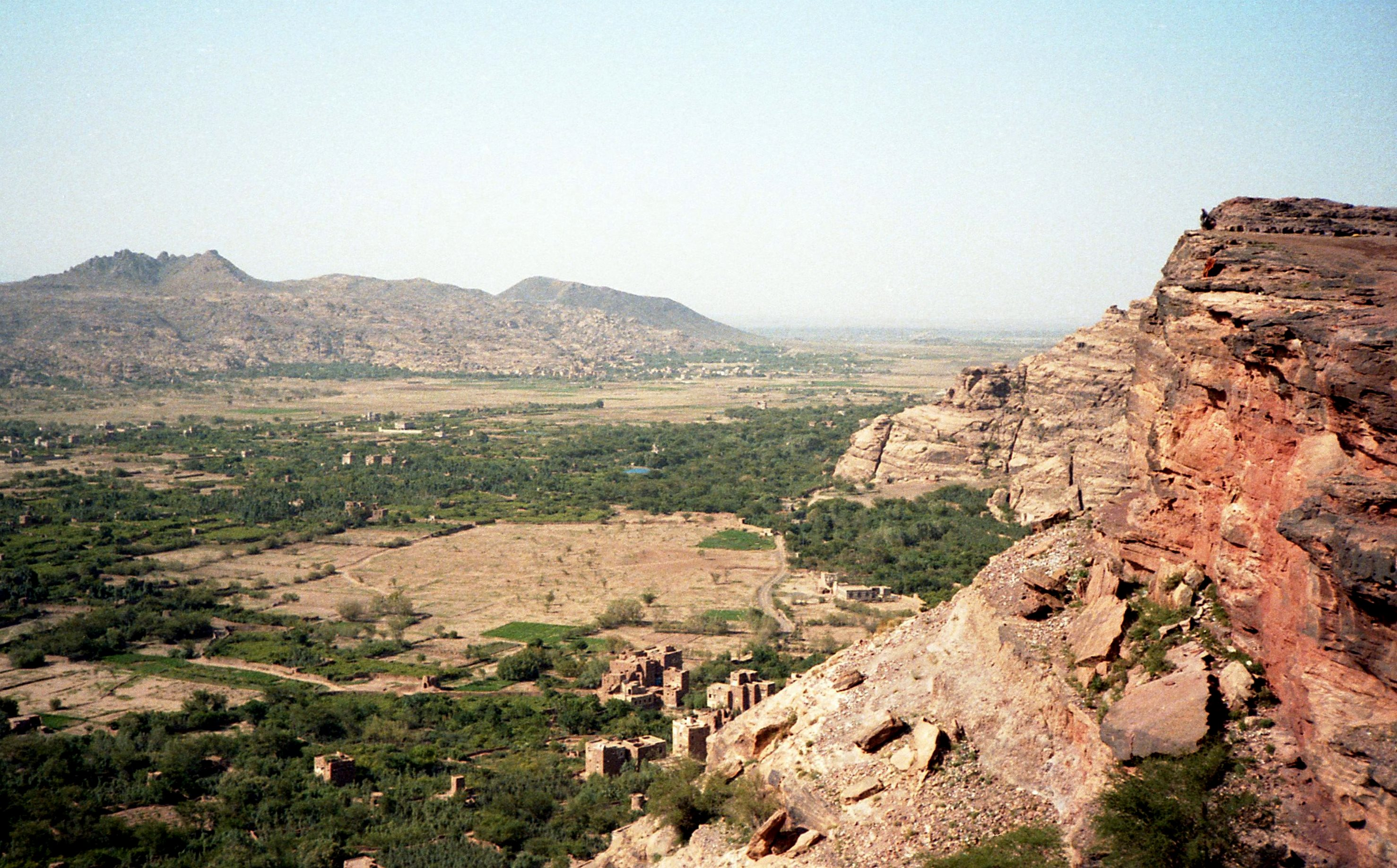
Wadi Dhar

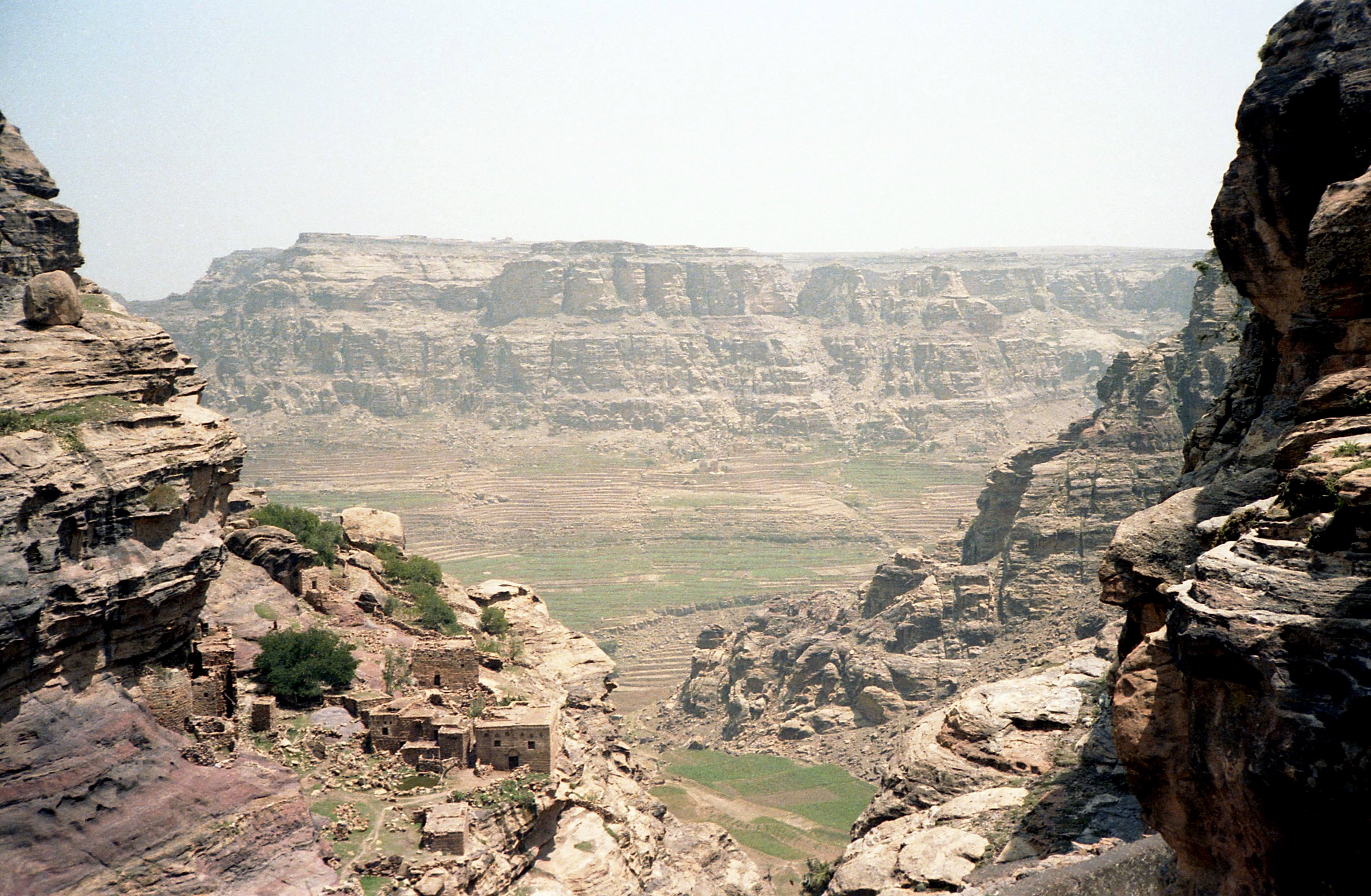
Gần Kawkaban

Phần lớn diện tích đất khô cằn không được tưới tiêu, chủ yếu là sa mạc. Chỉ có 2,91% diện tích được coi là đất canh tác, khoảng 0,6% đất trồng cây lâu năm. Theo Liên Hợp Quốc, Yemen có diện tích rừng là 7550 km², chiếm tỉ lệ nhỏ đất đai.